# Unbreakable (canción de Westlife)
«Unbreakable» (en español: «Irrompible») es una canción interpretada por la boy band irlandesa Westlife, incluida en su primer álbum de grandes éxitos Unbreakable - The Greatest Hits Vol. 1 (2002), publicado como el sencillo principal de dicho álbum bajo los sellos discográficos RCA Records, BMG y Syro Music el 23 de septiembre de 2002. La canción se convirtió en el número 11 de 14 números uno de sencillos en Reino Unido.
La canción ha recibido certificación de plata en Reino Unido por vender más de 200 000 copias.

## Listado

### CD1
1. Unbreakable (Single Remix)
2. Never Knew I Was Losing You
3. World of Our Own (US Video)
4. Exclusive Band Footage

### CD2
1. Unbreakable (Single Remix)
2. Evergreen
3. World of Our Own (US Mix)
4. Westlife Fans Roll Of Honour

## Posiciones en las listas
| Lista                           | Mejor posición |
| ------------------------------- | -------------- |
| Austria Singles Chart           | 23             |
| Belgium (Flandes) Singles Chart | 10             |
| Denmark Singles Chart           | 6              |
| German Airplay Chart            | 14             |
| German Singles Chart            | 12             |
| Irish Singles Chart             | 1              |
| Japanese (Tokio Hot 100)        | 69             |
| Netherlands Singles Chart       | 19             |
| New Zealand Singles Chart       | 44             |
| Norway Singles Chart            | 9              |
| Swedish Singles Chart           | 5              |
| Swiss Singles Chart             | 41             |
| UK Singles Chart                | 1              |
| UK Radio Airplay Chart          | 14             |